# Duecastelli

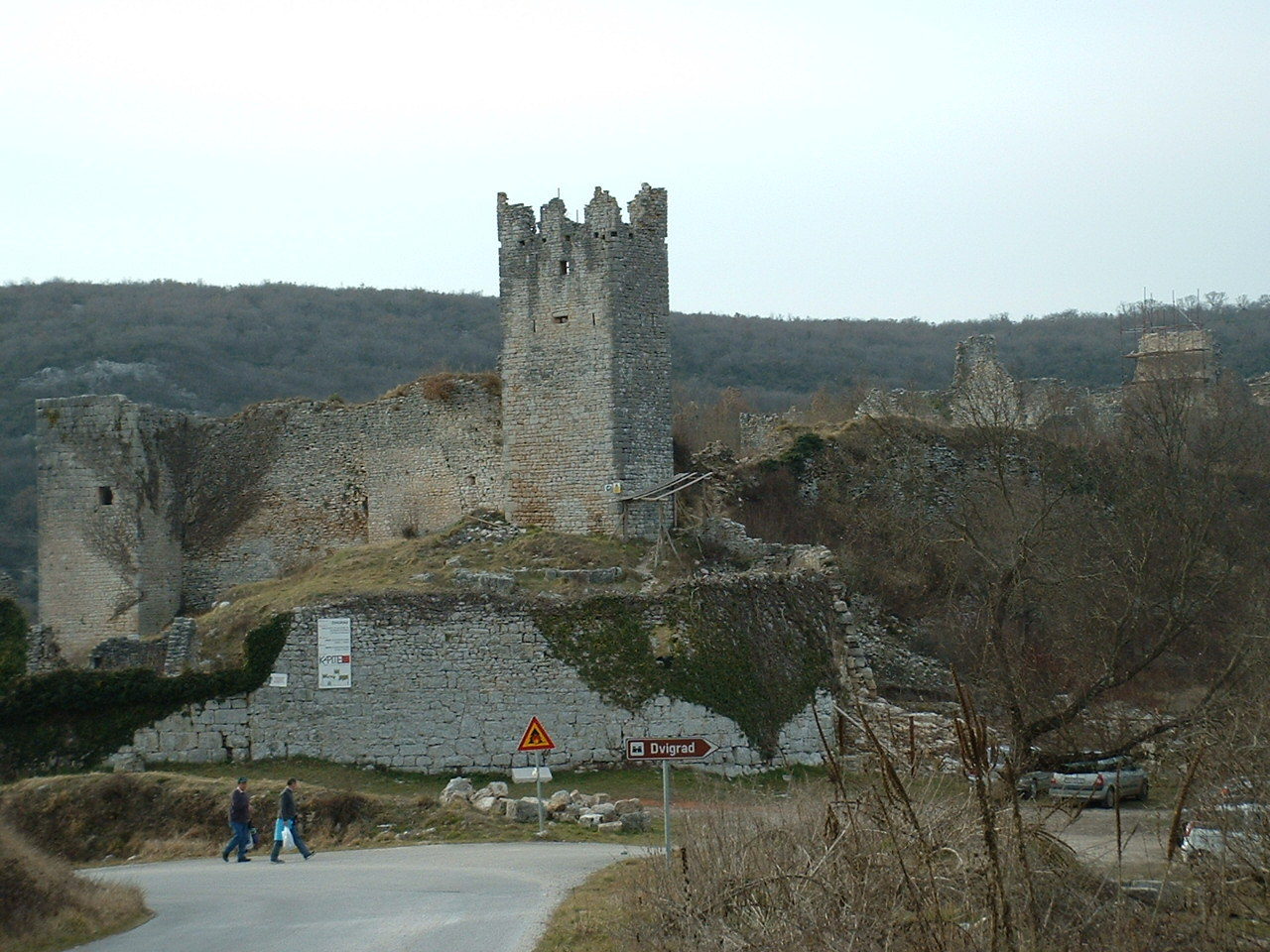
Duecastelli

Duecastelli (in croato Dvigrad, in Istrioto Docastei) è una cittadina abbandonata di epoca medievale, situata poco a ovest di Canfanaro, nel cuore dell'Istria centro-meridionale.
Si affaccia sulla valle che da Pisino giunge fino al mare Adriatico, terminando nel canale di Leme.
Questo sito era abitato fin dalla preistoria, come testimoniano le antiche ceramiche illiriche rinvenute nell'antico castelliere. In seguito all'occupazione romana, nel 177 a.C., il castelliere cadde in disuso per circa sette secoli, fino a quando non vennero eretti i castelli basso-medievali di Moncastello e Castel Parentino, nel corso del VI secolo d.C.
La cittadina fortificata contava oltre mille abitanti nel suo periodo di massima prosperità, tra il XIV e il XVI secolo, e i suoi edifici allora erano inerpicati sulla sponda sinistra del Vallone: il suo territorio comprendeva, all'incirca, l'intero territorio comunale dell'odierna Canfanaro.
Durante i secoli la città è stata oggetto di numerosi scontri armati, perché situata tra i territori di Pola e Parenzo
Agli inizi del XVII la città resistette a un assedio degli Uscocchi che però depredarono e impoverirono il circondario. 
Nei decenni seguenti focolai di malaria ridussero la popolazione uccidendola o costringendola ad emigrare.
Nel 1715 gli ultimi abitanti abbandonarono definitivamente il paese.

## Duecastelli oggi
Attualmente Duecastelli si presenta con le mura in rovina e con torri, bastioni e case in parte diroccate e i cui resti visibili rappresentano ciò che rimane di uno dei più grandi insediamenti urbani in Istria che fornisce un quadro unico di una tipica città medievale conservata, o castello.
La città è circondata da mura difensive doppie, collegate da tre porte.
Sulle pareti interne ci sono tre torri, che sono state costruite nella loro forma attuale durante il XIV secolo. 
All'interno delle mura sono conservati resti di più di 200 edifici con le vie di comunicazione tra di loro.
Nella parte centrale del villaggio, che è anche il suo punto più alto svettano i ruderi della chiesa di Santa Sofia. 
La ricerca ha mostrato diverse fasi nell'esistenza della chiesa. 
Nella più antica, risalente alla seconda metà del V secolo, la chiesa era un unico edificio con abside semicircolare. 
Alla fine dell'ottavo secolo fu inserito nello spazio esistente un coro, e costruite tre absidi semicircolari. 
Nello stesso periodo la chiesa fu decorata con affreschi, e un po' più tardi (IX e X secolo), sul lato sud fu costruito un Battistero e un campanile. 
La sua forma attuale a tre navate con tre absidi semicircolari risale al periodo romanico (XIII secolo). 
Durante il XIV secolo, sul lato nord fu infine aggiunta una sacrestia. 
Al periodo gotico appartiene il pulpito decorato esagonale, (oggi nella chiesa parrocchiale di San Silvestro in Canfanaro).
Davanti alla chiesa c'era la piazza principale, circondata da edifici prestigiosi - il palazzo di città sul lato orientale e le aree che appartenevano al Capitolo a ovest. 
A ovest della basilica c'è una serie di locali collegati alla fortificazione che erano utilizzati per ospitare la guarnigione militare. 
Nella parte sud-occidentale della zona c'era un insediamento di artigiani, mentre il resto era per lo più popolato dagli abitanti. 
Il cimitero tardo romano e altomedievale che apparteneva al villaggio era situato nei pressi della chiesa di San Pietro a sud di Due Castelli. 
Il cimitero più nuovo, che è ancora in funzione, si trova ai piedi del versante settentrionale presso la chiesa di Santa Maria. 
La chiesa è una costruzione romanica con abside semicircolare. 
Sopra l'ingresso è dipinto un ciclo di affreschi di Maestro sconosciuto (fine del XV secolo).
Lo stesso Maestro dipinse la cappella di S. Antonio Abate a sud di Due Castelli.
Nel periodo medievale a Duecastelli si trovavano più di 20 chiese,  delle quali si conservano solo alcuni resti.
Nelle vicinanze su un'altura, sull'antica strada per Canfanaro, rimangono i resti dell'antica abbazia benedettina di Santa Petronilla, fondata da san Romualdo, cui dipendevano anche l'abbazia di San Michele di Leme (Orsera) ed il monastero di Santo Stefano di Cimarè di Parenzo, Dell'edificio monastico, abbandonato dal 1600 a causa della peste, rimangono ancora le mura perimetrali alte circa tre metri con l'abside della chiesa di Santa Maria Assunta sul lato più corto.